# Remparts de Champlitte
Les remparts de Champlitte sont situés à Champlitte, en France.

## Localisation
Les remparts sont situés sur la commune de Champlitte, dans le département français de la Haute-Saône.

## Historique
L'édifice est inscrit au titre des monuments historiques en 1985.